# (25434) Westonia
(25434) Westonia est un astéroïde de la ceinture principale.

## Description
(25434) Westonia est un astéroïde de la ceinture principale. Il fut découvert le 29 novembre 1999 à l'Observatoire Kleť par Miloš Tichý. Il présente une orbite caractérisée par un demi-grand axe de 2,18 UA, une excentricité de 0,10 et une inclinaison de 3,5° par rapport à l'écliptique.

## Compléments